# Línea 100 (Cuenca)

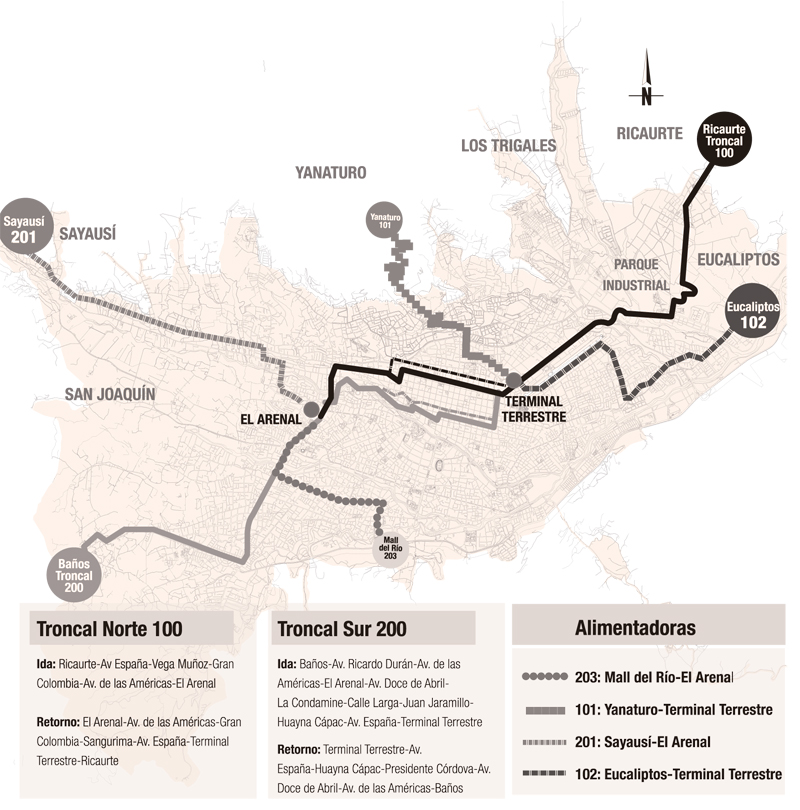
Troncales 100 y 200 Cuenca

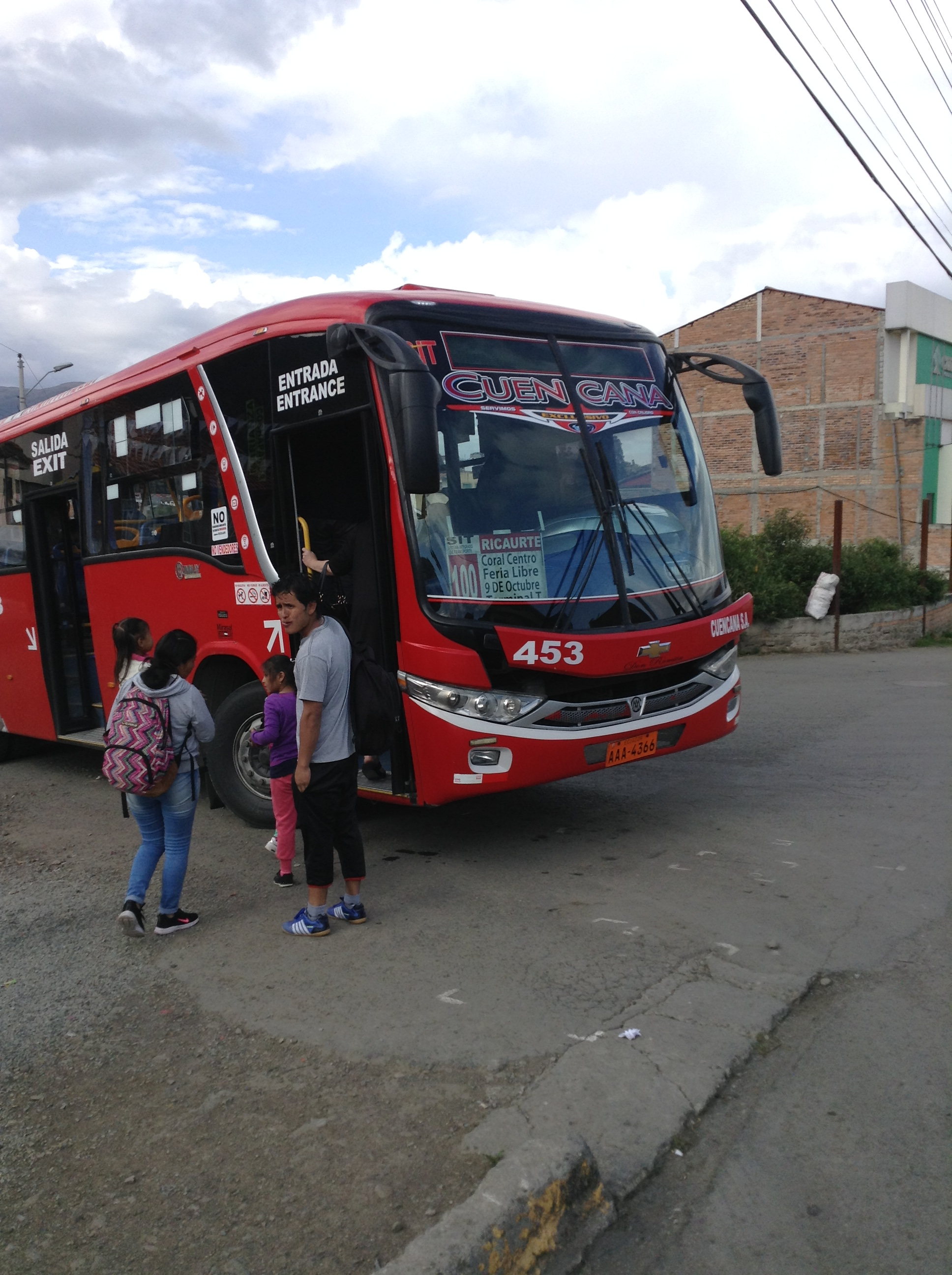
Línea 100 Cuenca - Ecuador en la parada de Baños

La Troncal  (100) es una línea de buses de la ciudad de Cuenca (Ecuador), integrada al futuro Tranvía de Cuenca y alimentadores que va desde la parroquia Ricaurte hasta la parroquia de Baños, y viceversa.  Anteriormente este recorrido tenía dos líneas de buses la 100 y 200, pero la línea 200 fue eliminada en el año 2014, por falta de usuarios.
La línea hace el siguiente recorrido:

## Ida
- Centro de Ricaurte
- Camino de Ricaurte
- Av. España (Terminal Terrestre) Estación de transferencia
- Vega Muñoz (María Auxiliadora)
- Gran Colombia
- Av. de las Américas
- Feria Libre  Estación de transferencia
- Av. de las Américas
- Av. Ricardo Durán
- Baños

## Retorno
El retorno se lo hace de la siguiente manera:
- Centro de Baños
- Av. Ricardo Durán
- Av. de las Américas (Feria Libre) Estación de transferencia
- Gran Colombia
- Octavio Cordero
- Gaspar Sangurima
- Av. España (Terminal Terrestre)   Estación de transferencia
- Camino de Ricaurte
- Ricaurte

## Alimentadores Terminal Terrestre
- 101  Yanaturo
- 102  Eucaliptos
- 103  Sinincay
- 104  Trigales

## Alimentadores Feria Libre
- 201  Sayausi
- 202  Huizhil
- 203  Mall del Río